# Travisia hobsonae
Travisia hobsonae är en ringmaskart som beskrevs av Santos 1977. Travisia hobsonae ingår i släktet Travisia och familjen Opheliidae.
Artens utbredningsområde är Mexikanska golfen. Inga underarter finns listade i Catalogue of Life.